# Mlaran
Mlaran is een bestuurslaag in het regentschap Purworejo van de provincie Midden-Java, Indonesië. Mlaran telt 1639 inwoners (volkstelling 2010).